# Diva Universal
Diva (ранее Diva Universal — «Дива Юниверсал») — развлекательный телевизионный канал, который специализируется на трансляции сериалов и передач, предназначенных в основном для женской аудитории. Владельцем канала является NBCUniversal International Networks. Изначально существовало семь каналов Diva Universal в разных странах, позднее 4 из них, в Италии, России, Болгарии и Филиппинах, были закрыты. Продолжают вещание каналы Diva Asia в Восточной Азии (Малайзия, Индонезия, Таиланд, Китай, Шри-Ланка, Филиппины, Сингапур, Пакистан, Вьетнам, Макао, Гонконг), в Румынии (Diva Universal Romania) и Diva Adria (Сербия/Хорватия/Словения).

## В России
В России канал «Diva Universal» начал своё вещание 17 сентября 2010 года вместо канала «Hallmark Channel». 25 апреля 2014 года канал прекратил вещание. На его частоте начал вещание развлекательный телеканал «E! Entertainment», чьё вещание в России было прекращено 30 апреля 2015 года в связи с уходом компании «NBCUniversal» с российского рынка..

## Список передач и сериалов канала Diva
- «Уж замуж невтерпёж»
- «Беременность на каблуках»
- «Проект „Свадьба“»
- «Доктор Голливуд»
- «Е! Правдивая голливудская история»
- «Шоу Кендры»
- «Светская жизнь семейства Кардашьян»
- «Сплетница»
- «Хорошая жена»
- «Ищейка»
- «Джордан расследует»
- «Настоящие домохозяйки Нью-Джерси»
- «Настоящие домохозяйки округа Ориндж»
- «Милосердие»
- «Дамы семьи Гилмор»
- «Людей в деревьях»
- «Копы-новобранцы»
- «Быть Эрикой»
- «Блондинка в законе»
- «Мисс Конгениальность»
- «Престиж»
- «Реалии любви»
- «Доктор Живаго»
- «Анна Каренина»